# Проспект Ленина (Ольгино)

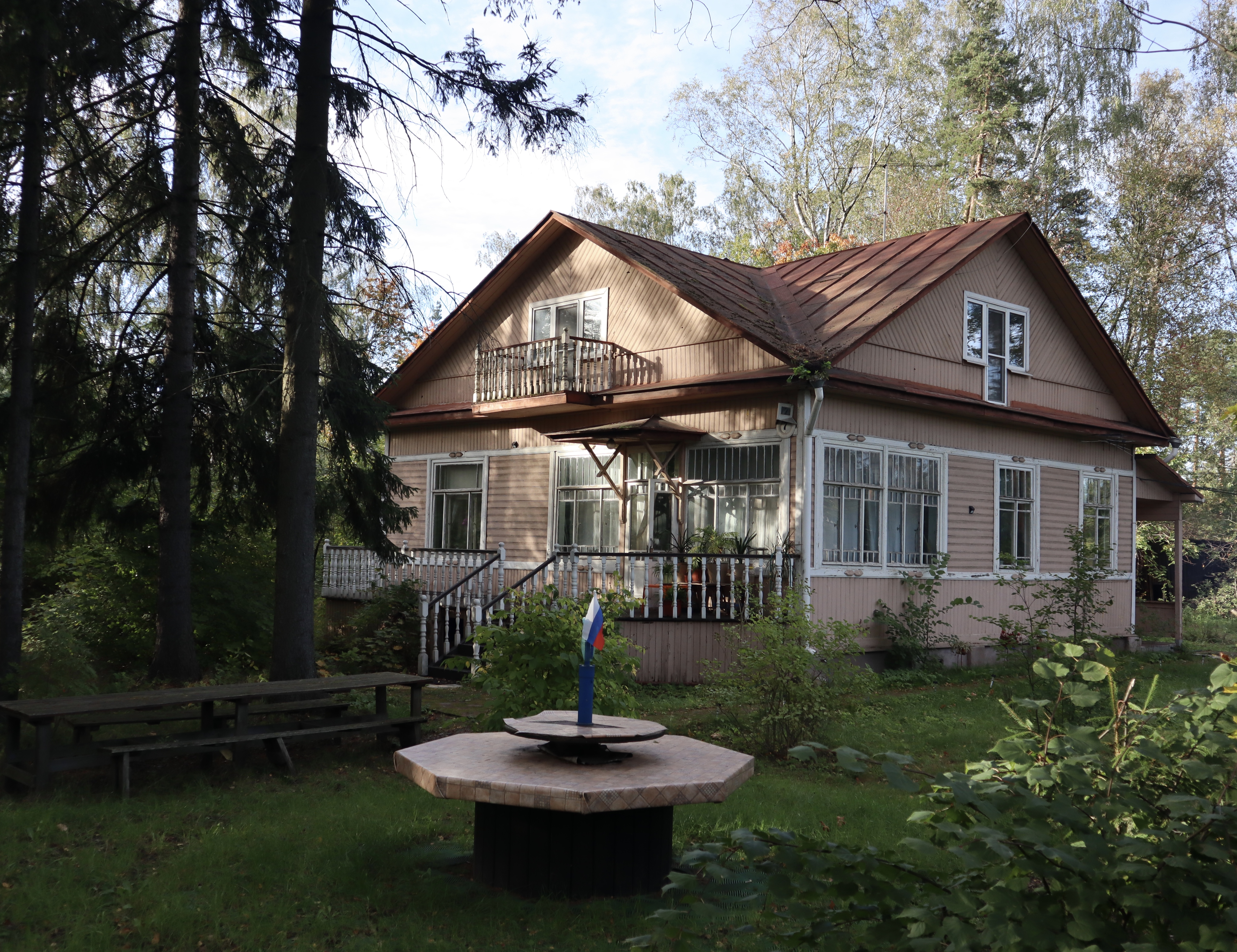
Дом, в котором жил артист В. К. Папазян (проспект Ленина, 2)

Проспект Ле́нина — улица в Приморском районе Санкт-Петербурга (Россия). Пролегает через центр посёлка Ольгино с севера на юг, соединяет улицы Граничную и Вокзальную.

## Транспорт
- Автобусные маршруты: № 101, 112, 120, 211, 216, 216А, 303, 600.
- Ж/д вокзалы, платформы: Лахта (650 м), Ольгино (600 м)

## Пересекает следующие улицы
С севера на юг:
- ул. Граничная
- ул. Коммунаров
- ул. Полевая
- ул. Лесная
- ул. Хвойная
- Пролетарский проспект
- ул. Садовая
- ул. Советская
- ул. Колодезная
- ул. Вокзальная